# Casa consistorial de Villanueva de Córdoba

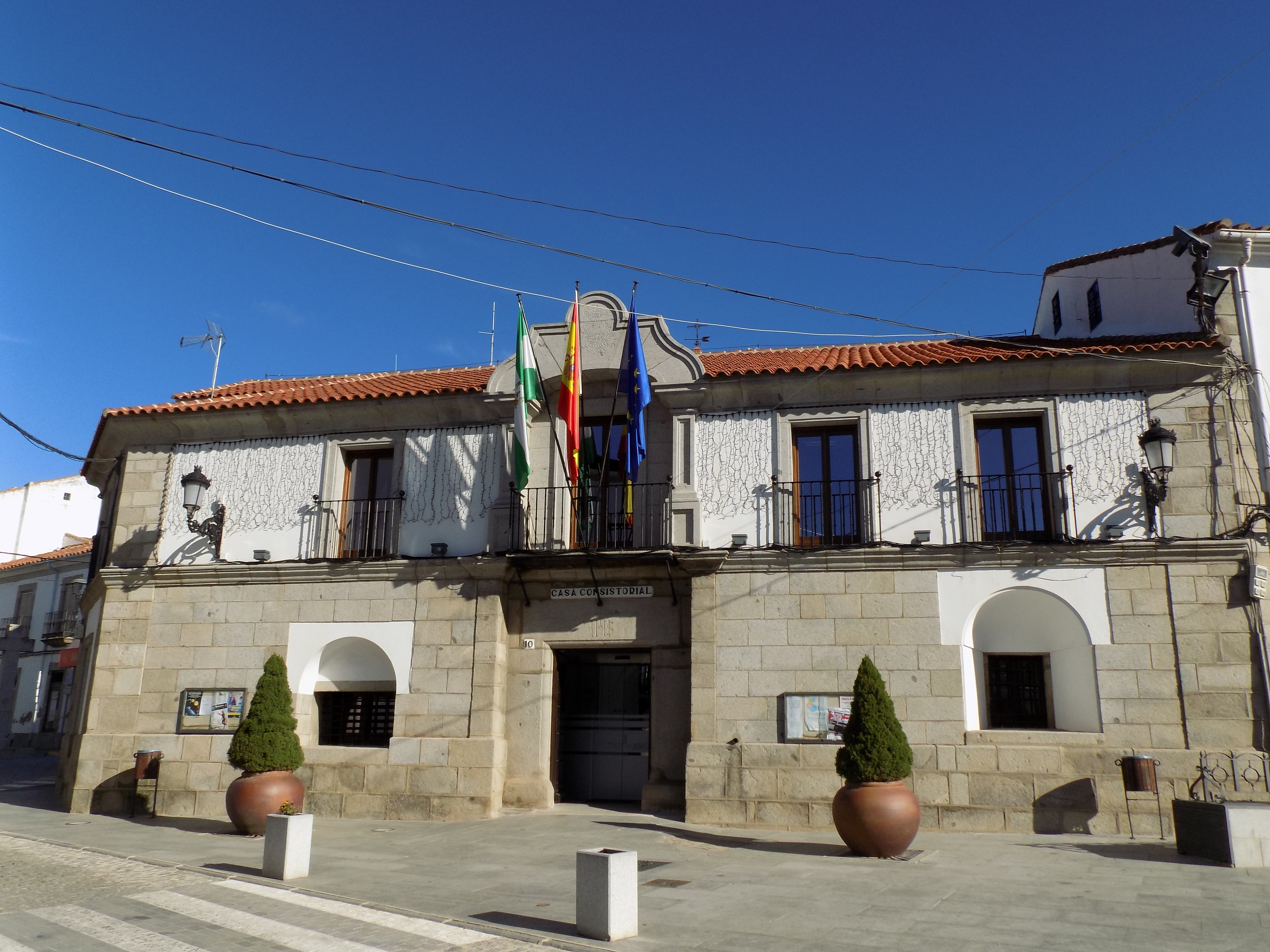
Fachada principal de la Casa consistorial de Villanueva de Córdoba.

La Casa consistorial de Villanueva de Córdoba, que es el edificio que ocupa el Ayuntamiento de Villanueva de Córdoba desde el siglo XIX, comenzó a construirse en 1705 y se terminó en 1707, reinando del rey Felipe V de España. Fue construido con el propósito de ser utilizado como pósito y como cárcel de la localidad.

## Construcción
Los cimientos del edificio son de gran solidez y los muros exteriores, construidos en piedra, alcanzan un grosor de un metro y noventa centímetros. Mientras el edificio fue utilizado como pósito, existió una rampa en el patio que permitía a los carros de tracción animal ascender a la segunda planta, donde se almacenaban los cereales en el lugar en que actualmente se alzan las oficinas del piso superior. 
En dicho piso superior, a finales del siglo XIX, se efectuaban representaciones de autos sacramentales por grupos de aficionados de la localidad. Posteriormente la planta superior fue adaptada como escuela de niños, y por último, en 1952, fue acondicionada la planta para albergar una parte de las oficinas municipales.
La cárcel tenía cuando se construyó un portal y un pasillo que daba al patio; tres calabozos, y uno de ellos con ventana al exterior; un cuarto para el ministro y otro para el alcaide; cocina y dos salas enfrente de ella, con ventanas, de las que una daba a la calle Herradores y la otra al patio de la cárcel. En 1739 se ejecutaron nuevas reformas.
En el siglo XIX las dos salas situadas frente a la cocina se utilizaron como despacho de la alcaldía y la habitación que ocupaba el alcaide, como juzgado municipal. Esta habitación es la primera que uno encuentra cuando entra en el edificio y se halla en el lado derecho. Está decorada con diversas pinturas alusivas a la Justicia, tales como una representación de los Diez Mandamientos y con diversos textos en latín. En el siglo XIX también se construyó el Salón de Sesiones, que sigue desempeñando la misma función en la actualidad, en el terreno que era patio del edificio y pósito viejo.
En 1957 se modificó todo el contorno del patio, al ser levantado un pórtico que le dio una nueva fisonomía.